# Deuterostomia
Deuterostômios (português brasileiro) ou deuterostómios (português europeu) (deuterostomia Grobben, 1908; do grego deuteros, posterior + stoma, boca), é um grupo de animais ligados por diversos aspectos embrionários peculiares, como a forma de clivagem, a forma de suas larvas, o desenvolvimento do celoma e pelas aberturas embrionárias que irão originar a boca (posteriormente) e ânus (primeiramente).
Existem quatro filos vivos de deuterostômios:
- Filo Chordata (vertebrados, anfioxos e tunicados)
- Filo Echinodermata (estrelas-do-mar, ouriços-do-mar, pepinos-do-mar)
- Filo Hemichordata (balanoglossos e pterobrânquios)
- Filo Xenacoelomorpha

O filo Chaetognatha era tradicionalmente classificado com deuterostômios, mas as análises genéticas os associam aos protostômios, especialmente com o grupo Gnathifera, e por isso eles são incluídos nos últimos. Grupos extintos podem incluir o filo Vetulicolia. O termo Ambulacraria é às vezes usado para unir os filos Echinodermata e Hemichordata.
Tanto nos deuterostômios quanto nos protostômios, um zigoto primeiro se desenvolve em uma bola maciça de células, chamada de mórula. Nos deuterostômios, as primeiras divisões acontecem paralelas ou perpendiculares ao eixo polar. Isso é chamado de clivagem radial, e também pode acontecer em certos protostômios, como o Lophophorata. Os deuterostômios fazem uma clivagem indeterminada - as células são indiferenciadas no início. Então, se as primeiras quatro células forem separadas, cada célula será capaz de formar uma larva completa, e se uma célula for removida da blástula, as outras células podem compensá-la.
Nos deuterostômios a mesoderme forma as invaginações que darão origem ao celoma.
Tanto os Hemichordata quanto os Chordata possuem brânquias com aberturas individuais, e os fósseis primitivos de equinodermos também mostram sinais disso. Um cordão nervoso completo pode ser encontrado em todos os Chordata, mesmo nos Tunicata (embora nestes o cordão desapareça na idade adulta). Alguns Hemichordata podem ter um cordão nervoso tubular. Nos primeiros estágios do desenvolvimento embrionários, isso se parece com o cordão nervoso dos Chordata. Por causa desse sistema nervoso degenerado dos Echinodermata não é possível saber muito sobre seus ancestrais nesse sentido, mas baseando-se em diferentes fatos é possível que todos os atuais deuterostômios tenham se desenvolvido de de um ancestral comum que tivesse brânquias individuais, um cordão nervoso completo e um corpo segmentado. Isso pode ser encontrado em um pequeno grupo de deuterostômios do Cambriano chamado Vetulicolia.
O que distingue este grupo é o seu desenvolvimento embrionário. A primeira abertura embrionária (blastóporo) dá origem ao ânus e a segunda (se tiver) dará origem à boca (daí a origem do nome), enquanto que nos protostômios esta primeira abertura dá origem à boca. Nos deuterostômios, o Blastóporo irá originar o ânus e não a boca, como na maioria dos animais. A partir dos equinodermos, todos os seguintes filos, serão deuterostômios.
Esta é a filogenia de acordo com estudos genéticos recentes:
|              | Xenacoelomorpha                                                |
|              |                                                                |
| Ambulacraria | \| \| Hemichordata \| \| \| \| \| \| Echinodermata \| \| \| \| |
|              | \| \| Hemichordata \| \| \| \| \| \| Echinodermata \| \| \| \| |
|              | Hemichordata                                                   |
|              |                                                                |
|              | Echinodermata                                                  |
|              |                                                                |

|  | Hemichordata  |
|  |               |
|  | Echinodermata |
|  |               |

|            | Cephalochordata                                            |
|            |                                                            |
| Olfactores | \| \| Urochordata \| \| \| \| \| \| Vertebrata \| \| \| \| |
|            | \| \| Urochordata \| \| \| \| \| \| Vertebrata \| \| \| \| |
|            | Urochordata                                                |
|            |                                                            |
|            | Vertebrata                                                 |
|            |                                                            |

|  | Urochordata |
|  |             |
|  | Vertebrata  |
|  |             |

|              | Xenacoelomorpha                                                |
|              |                                                                |
| Ambulacraria | \| \| Hemichordata \| \| \| \| \| \| Echinodermata \| \| \| \| |
|              | \| \| Hemichordata \| \| \| \| \| \| Echinodermata \| \| \| \| |
|              | Hemichordata                                                   |
|              |                                                                |
|              | Echinodermata                                                  |
|              |                                                                |

|  | Hemichordata  |
|  |               |
|  | Echinodermata |
|  |               |

|            | Cephalochordata                                            |
|            |                                                            |
| Olfactores | \| \| Urochordata \| \| \| \| \| \| Vertebrata \| \| \| \| |
|            | \| \| Urochordata \| \| \| \| \| \| Vertebrata \| \| \| \| |
|            | Urochordata                                                |
|            |                                                            |
|            | Vertebrata                                                 |
|            |                                                            |

|  | Urochordata |
|  |             |
|  | Vertebrata  |
|  |             |